# Episodi di Highlander (quarta stagione)
La quarta stagione della serie televisiva Highlander, composta da 22 episodi, andò in onda tra il 1996 e il 1997.
| N° | Titolo inglese          | Titolo italiano          | Prima TV USA      | Prima TV Italia |
| -- | ----------------------- | ------------------------ | ----------------- | --------------- |
| 1  | Homeland                | Terra natia              | 25 settembre 1995 | 1996            |
| 2  | Brothers in Arms        | Compagni d'armi          | 2 ottobre 1995    | 1996            |
| 3  | The Innocent            | L'innocente              | 9 ottobre 1995    | 1996            |
| 4  | Leader of the Pack      | L'assassino di Tessa     | 16 ottobre 1995   | 1996            |
| 5  | Double Eagle            | La moneta portafortuna   | 23 ottobre 1995   | 1996            |
| 6  | Reunion                 | L'agnello                | 30 ottobre 1995   | 1996            |
| 7  | The Colonel             | Il colonnello            | 6 novembre 1995   | 1996            |
| 8  | Reluctant Heroes        | Eroi per caso            | 13 novembre 1995  | 1996            |
| 9  | The Wrath of Kali       | La collera di Kali       | 20 novembre 1995  | 1996            |
| 10 | Chivalry                | Cavalleria               | 27 novembre 1995  | 1996            |
| 11 | Timeless                | Un anno di vita          | 29 gennaio 1996   | 1997            |
| 12 | The Blitz               | Il blitz                 | 5 febbraio 1996   | 1997            |
| 13 | Something Wicked        | Rituali magici           | 12 febbraio 1996  | 1997            |
| 14 | Deliverance             | Reminiscenza Nera        | 19 febbraio 1996  | 1997            |
| 15 | Promises                | La promessa              | 26 febbraio 1996  | 1997            |
| 16 | Methuselah's Gift       | La pietra di Matusalemme | 22 aprile 1996    | 1997            |
| 17 | The Immortal Cimoli     | Il mago                  | 29 aprile 1996    | 1997            |
| 18 | Through a Glass, Darkly | Il principe Carlo        | 6 maggio 1996     | 1997            |
| 19 | Till Death              | Fino alla morte          | 13 maggio 1996    | 1997            |
| 20 | Judgment Day            | Il giorno del giudizio   | 20 maggio 1996    | 1997            |
| 21 | One Minute to Midnight  | Un minuto a mezzanotte   | 28 maggio 1996    | 1997            |
| 22 | Prophecy                | La profezia              | 5 ottobre 1996    | 1997            |

## Terra natia
- Titolo originale: Homeland
- Diretto da: Adrian Paul
- Scritto da: David Tynan

### Trama
MacLeod vede fortunosamente da un commerciante il braccialetto Celtico che aveva regalato alla sua innamorata durante la sua vita da mortale e che aveva sepolto con lei dopo la sua morte. Lo riacquista e torna a Glenfinnan per riportare il braccialetto e seppellirlo nuovamente ma viene a conoscenza di alcuni assassini rituali che ricordano l'Immortale Kanwulf che uccise suo padre. MacLeod comincia la caccia all'Immortale che lo porta a completare la sua vendetta con la decapitazione dello stesso.
- Guest Star: Kristin Minter (Rachel MacLeod), Matthew Walker (Ian MacLeod), Carsten Norgaard (Kanwulf)

## Compagni d'armi
- Titolo originale: Brothers in Arms
- Diretto da: Charles Wilkinson
- Scritto da: Morrie Ruvinsky

### Trama
Gli amici diventano nemici e il passato viene riportato alla luce quando l'Immortale Andrew Cord viene colpito a colpi di fucile e MacLeod scopre che il cecchino è Charlie DeSalvo, il suo buon amico col quale aveva gestito il dojo. Charlie, che aveva lasciato MacLeod per andare a combattere per 'una giusta causa' nei Balcani con il suo amore, Mara, fino a che Cord non la uccide. Dawson conosce Cord come l'uomo che gli aveva salvato la vita in Vietnam dopo che una mina gli portò via le gambe e per questo cerca di convincere MacLeod a non combattere con lui. MacLeod accetta fino a che Cord non uccide Charlie.
- Guest Star: Wolfgang Bodison (Andrew Cord), Philip Akin (Charlie DeSalvo), Liliana Komorowska (Mara)

## L'innocente
- Titolo originale: The Innocent
- Diretto da: Dennis Berry
- Scritto da: Alan Swayze

### Trama
Richie incontra Mikey, un Immortale adulto ma con uno sviluppo mentale limitato con una passione immensa per i treni. Richie porta Mikey a casa di MacLeod, il quale lo avvisa del fatto di come prendersi cura di Mikey potrebbe rivelarsi un problema. MacLeod ricorda di quando tentando di aiutare un giovani indiano in difficoltà, quest'ultimo venne ucciso. Mentre MacLeod affronta Tyler King, un Immortale che è sulle tracce di Mikey, Richie deve trovare la forza e la responsabilità di affrontare la situazione di Mikey.
- Guest Star: Pruitt Taylor Vince (Mikey), Callum Keith Rennie (Tyler King)

## L'assassino di Tessa
- Titolo originale: Leader of the Pack
- Diretto da: Mario Azzopardi
- Scritto da: Lawrence Shore

### Trama
Il passato ritorna quando Richie incontra Mark Roszca, lo sbandato che uccise Tessa e che gli diede la sua prima morte. Richie è determinato a seguire Roszca e vendicarsi della morte di Tessa. Nel frattempo, MacLeod è distratto dal ritorno di un Immortale suo nemico da tantissimo tempo, Peter Kanis, un istruttore di cani che usa i suoi animali per braccare e sfiancare le sue prede. Questa volta la sua preda è Duncan MacLeod.
- Guest Star: Justin Louis (Peter Kanis), Travis MacDonald (Mark Roszca), Venus Terzo, Rachel Hayward (Valerie Meech)

## La moneta portafortuna
- Titolo originale: Double Eagle
- Diretto da: Mario Azzopardi
- Scritto da: David Tynan

### Trama
Il vecchio amico di MacLeod, Kit O'Brady, arriva in città alla ricerca di un buon cavallo da corsa e di una svolta alla sua vita sfortunata. MacLeod conobbe Kit a San Francisco ai tempi della corsa all'oro, quando Kit gestiva il Saloon Double Eagle. Kit perse il Double Eagle in una partita a poker con Amanda, la quale ribattezzò il locale in 'La dama nera' e per questi fatti lui la ritiene responsabile dell'inizio della sua sfortuna ripromettendosi di ucciderla nel momento in cui la avrebbe rivista. Nemmeno a farlo apposta Amanda decide di tornare nella vita di MacLeod proprio nel momento del ritorno di Kit (inoltre anche lei è arrabbiata a morte con Kit perché lo ritiene responsabile dell'incendio che bruciò il Saloon). MacLeod è impegnato a fare in modo che i due non si incontrino per evitare che si uccidano l'un l'altro.
- Guest Star: Elizabeth Gracen (Amanda), Nicholas Campbell (Kit O'Brady)

## L'agnello
- Titolo originale: Reunion
- Diretto da: Dennis Baxter
- Scritto da: Elizabeth Baxter

### Trama
Scappando dall'Immortale Terence Kincaid, Kenny cerca rifugio nella sala medica di Anne Lindsey. Dopo avere capito che egli è un immortale Anne lo mette al sicuro nella cappella dell'ospedale e telefona a MacLeod per chiedere aiuto. Visti i trascorsi MacLeod accetta di proteggerlo solo per una notte, ma quando lo porta a casa Kenny scopre colei che per prima lo istruì come Immortale: Amanda.
- Guest Star: Myles Ferguson (Kenny), Lisa Howard (Anne Lindsey), Elizabeth Gracen (Amanda), Mike Preston (Terence Kincaid)

## Il colonnello
- Titolo originale: The Colonel
- Diretto da: Dennis Berry
- Scritto da: Drunford King

### Trama
In una trincea, durante la Prima Guerra Mondiale, arriva un dispaccio che dice che la guerra è finita, ma nonostante questo il Colonnello Simon Killian, un Immortale, ordina alle sue truppe di fare un attacco suicida contro i Tedeschi. MacLeod è presente al massacro e con la sua testimonianza davanti alla Corte Marziale fa rinchiudere Killian a 'vita' in un manicomio criminale. Sono passati settanta anni e Killian è tornato per rendergli il trattamento. Nel frattempo, Amanda si è fatta una nuova amica, Melissa, una giovane ladra amante del brivido. Melissa desidera a tal punto di assomigliare ad Amanda che cambia la sua pettinatura e i suoi vestiti e a causa di questa somiglianza Killian la rapisce, credendo che sia la fidanzata di MacLeod.
- Guest Star: Elizabeth Gracen (Amanda), Sean Allan (Simon Killian), Lisa Butler (Melissa)

## Eroi per caso
- Titolo originale: Reluctant Heroes
- Diretto da: Neill Fearnley
- Scritto da: Scott Peters

### Trama
Di ritorno verso casa dopo essere stati al cinema, MacLeod e Richie sono testimoni del tentato assassinio del negoziante David Markum. MacLeod salva Markum, ma sua moglie Alice viene uccisa da una pallottola vagante. MacLeod e Richie inseguono l'assassino e poco prima che i poliziotti lo arrestino scoprono che è l'Immortale Paul Kinman. MacLeod vuole la testa di Kinman. Kinman uccise Dennis Keating, un buon amico di MacLeod, ai tempi in cui era alla corte della Regina Anna. L'agente dell'FBI Kaayla Brooks chiede a MacLeod e Richie di testimoniare contro Kinman, ma MacLeod rifiuta perché se Kinman resta in cella lui non può ucciderlo.
- Guest Star: Peter Outerbridge (Paul Kinman), Kevin McNulty (David Markum), Jill Teed (Kaayla Brooks)

## La collera di Kali
- Titolo originale: The Wrath of Kali
- Diretto da: Duane Clark
- Scritto da: David Tynan

### Trama
L'Università dove insegna MacLeod acquista e mette in mostra un'antica statua della dea Indù Kalì. Il suo creatore, L'Immortale Kamir, che ne è alla ricerca da due secoli, arriva determinato a riportarla in India. Deva Ennis, la responsabile universitaria di origini indiane che ha trovato il pezzo per l'istituto è ugualmente determinata a tenerla. MacLeod, che conosce Kamir fin dai tempi in cui il colonialismo britannico governava in India, sa che Kamir è l'ultimo dei Thug, una setta religiosa che venerava Kali facendo degli omicidi rituali strangolando i propri nemici.
- Guest Star: Veena Sood (Shandra Devane), Brent Stait (Colonnello Ramsey), Molly Parker (Alice Ramsey), Sue Mathew, Kabir Bedi (Kamir)

## Cavalleria
- Titolo originale: Chivalry
- Diretto da: Paolo Barzman
- Scritto da: Michael O'Mahoney e Sasha Reins

### Trama
Circa 350 anni fa, MacLeod è stato l'oggetto delle attenzioni amorose di Kristin Gilles, una bellissima Immortale che tentò di trasformarlo in un gentiluomo. Quando lui si innamora di un'altra donna, Kristin si rifiuta di lasciarlo andare, uccidendo il suo nuovo amore. Ora Kristin condivide il proprio letto con un altro Immortale, Richie. Methos, a conoscenza del fatto che MacLeod non è in grado di uccidere Kristin a causa del suo personale codice d'onore, arriva in città ed assiste ai vani tentativi di MacLeod di convincere Richie su quanto questa sua nuova relazione amorosa sia pericolosa. MacLeod combatte e disarma Kristin, ma ancora una volta egli non riesce a ucciderla a causa della sua natura cavalleresca. A questo punto arriva Methos e dice a Kristin di riprendere in mano la spada. Methos vince il breve combattimento che ne segue, disarmando e decapitando Kristin.
- Guest Star: Peter Wingfield (Methos), Emmanuelle Vaugier (Maria Alcobar), Beverly Hendry, Ann Turkel (Kristin Gilles)

## Un anno di vita
- Titolo originale: Timeless
- Diretto da: Duane Clark
- Scritto da: Karen Harris

### Trama
La pianista di fama mondiale Claudia Jardine ha un segreto di cui anche lei non è a conoscenze, ossia che è destinata a divenire un'Immortale. L'impresario Immortale Walter Graham, che ha guidato la carriera di grandi mortali come Shakespeare, vede la possibilità di coltivare per sempre il genio di Claudia e la uccide, facendola diventare un'Immortale a tutti gli effetti nonostante il parere negativo di MacLeod. Nel frattempo, Methos si innamora di Alexa, una cameriera che lavora da Joe e che custodisce dentro di sé un segreto: le resta solo un anno da vivere.
- Guest Star: Peter Wingfield (Methos), Ron Halder (Walter Graham), Ocean Hellman (Alexa), Rae Dawn Chong (Claudia Jardine)

## Il blitz
- Titolo originale: The Blitz
- Diretto da: Paolo Barzman
- Scritto da: Morrie Ruvinsky

### Trama
La dottoressa Anne Lindsey viene inviata sul luogo di un grave incidente, in una stazione della metropolitana devastata da un'esplosione, ma durante il suo intervento una scossa di assestamento blocca le vie di uscita, intrappolandola. A MacLeod ritorna in mente quando durante la Seconda Guerra Mondiale lui e la sua fidanzata, la reporter Diane Terrin, escono dal  rifugio antiaereo nel corso di un bombardamento per trasmettere alla radio un messaggio di coraggio e di incitamento. MacLeod ora interviene disperatamente per soccorrere Anne prima di perderla come perse Diane.
- Guest Star: Lisa Howard (Anne Lindsey), Duncan Fraser, Beverly Elliott, Alison Moir (Diane Terrin)

## Rituali magici
- Titolo originale: Something Wicked
- Diretto da: Dennis Berry
- Scritto da: David Tynan

### Trama
Un nativo americano Immortale, Coltec, è uno sciamano che ha sconfitto molti Immortali cattivi, assorbendo la loro Reminiscenza Nera. Ma il male inizia ad avere ragione di lui e il suo amico Duncan lo deve difendere senza divenire cattivo lui stesso.
- Guest Star: Byron Chief-Moon (Coltec), Benjamin Ratner (Bryce Korland)

## Reminiscenza nera
- Titolo originale: Deliverance
- Diretto da: Dennis Berry
- Scritto da: David Tynan

### Trama
MacLeod arriva in Francia, lasciando dietro a sé una scia di odio e distruzione. Methos lo trova ma capisce quanto veramente il male si sia impossessato di MacLeod quando quest'ultimo tenta di decapitarlo su terreno consacrato. Dopo che MacLeod uccide un altro buon amico, Methos si rende conto che l'unica maniera di salvare MacLeod dal male sia quello di ucciderlo.
- Guest Star: Kristin Minter (Rachel MacLeod), Peter Wingfield (Methos) e Michael J. Jackson (Sean Burns)

## La promessa
- Titolo originale: Promises
- Diretto da: Paolo Barzman
- Scritto da: Lawrence Shore

### Trama
Nel 1755, MacLeod fa una promessa per salvare la vita a un giovane amico. Questo fatto ritorna a pesare quando Kassim, l'immortale che gli strappò tale promessa, chiede a MacLeod di sdebitarsi assassinando Hamad, il tirannico dittatore di un piccolo paese del Medio Oriente. Quando lui si rifiuta di farlo viene ucciso un innocente e messa in pericolo la vita di Rachel, MacLeod è afflitto dall'indecisione se sdebitarsi dalla promessa o fare quello che ritiene essere giusto.
- Guest Star: Kristin Minter (Rachel MacLeod), Ricco Ross (Kassim), Ben Feitelson (Nasir Al Deneb), Vernon Dobtcheff (Hamad)

## La pietra di Matusalemme
- Titolo originale: Methuselah's Gift
- Diretto da: Adrian Paul
- Scritto da: Michael O'Mahoney e Sasha Reins

### Trama
Quando degli individui mascherati entrano nell'appartamento di Amanda per decapitarla nel sonno e rubarle il cristallo datole tanto tempo prima da Rebecca, Amanda e MacLeod iniziano ad investigare sul fatto. Durante le indagini scoprono che il cristallo potrebbe essere una parte della Pietra di Matusalemme, un talismano che si dica possa dare vita eterna ed invulnerabilità a chi lo indossa e inoltre che le persone mandate a colpire Amanda potrebbero essere state mandate da Methos.
- Guest Star: Elizabeth Gracen (Amanda), Peter Wingfield (Methos), Anthony Hyde (Nathan Stern), Jamie Harris (Daniel Geiger), Nadia Cameron (Rebecca)

## Il mago
- Titolo originale: The Immortal Cimoli
- Diretto da: Yves Lafaye
- Scritto da: Scott Peters

### Trama
Il mago da due soldi Danny Cimoli ottiene una seconda possibilità di vita quando viene investito da un camion e diventa l'Immortale Cimoli. Amanda e MacLeod lo trovano in un circo, dove esegue uno spettacolo in cui si fa sparare al cuore sopravvivendo con grande sorpresa del pubblico e inconsapevole di essere entrato a far parte del Gioco degli Immortali. MacLeod prova a chiarire la nuova situazione a Danny quando il Crociato Damon Case viene a richiederne la testa, ma il maggiore interesse di Danny è quello di ottenere l'immortalità nello spettacolo divenendo più famoso di Houdini.
- Guest Star: Elizabeth Gracen (Amanda), Crispin Bonham-Carter (Danny Cimoli), Simon Kunz (Damon Case)

## Il principe Carlo
- Titolo originale: Through a Glass, Darkly
- Diretto da: Dennis Berry
- Scritto da: Alan Swayze

### Trama
Il vecchio amico di MacLeod, Warren Cochrane, nasconde un orribile segreto che rifiuta di ricordare. Comprendendo che un Immortale che non ricorda di esserlo può solo che diventare un Immortale morto MacLeod prova ad aiutare Warren a ricordare la parte di storia che hanno condiviso, delle loro battaglie per la libertà della Scozia e la loro missione per riportare il Principe Carlo sul trono, ma MacLeod avrebbe aiutato l'amico in modo migliore lasciando il passato sepolto.
- Guest Star: Peter Wingfield (Methos), Dougray Scott (Warren Cochrane), Gresby Nash, Struan Rodger (Principe Carlo)

## Fino alla morte
- Titolo originale: Till Death
- Diretto da: Dennis Berry
- Scritto da: Michael O'Mahoney e Sasha Reins

### Trama
Quando Gina e Robert de Valicourt si incontrarono 300 anni fa, anche gli accompagnatori di Gina MacLeod e Fitzcairn dovettero ammettere che erano fatti l'uno per l'altra. Ogni secolo, Robert e Gina rinnovano la loro promessa di matrimonio e i loro amici Immortali sono testimoni di come l'amore tra i due diventi sempre più forte. Ma ora il loro  matrimonio è in crisi. MacLeod comprende che spetta a lui fare in modo che ritornino la coppia felice di un tempo e mette in atto un piano strampalato con un complice non tanto convinto.
- Guest Star: Peter Wingfield (Methos), Jeremy Brudenell (Robert de Valicourt), Cécile Pallas (Gina), Roger Daltrey (Fitzcairn)

## Il giorno del giudizio
- Titolo originale: Judgment Day
- Diretto da: Gérard Hameline
- Scritto da: David Tynan

### Trama
La vita di Dawson sembra messa a rischio nel momento in cui gli Osservatori lo mettono sotto processo per tradimento a causa dell'amicizia con MacLeod. Il numero degli Osservatori rimasti uccisi è aumentato drammaticamente da quando Dawson rivelò a MacLeod l'esistenza degli Osservatori e il Tribunale è determinato a punire Joe e fermare la scia di morte. MacLeod e Dawson sostengono l'estraneità della loro amicizia con le morti degli Osservatori, ma nonostante questo, gli omicidi continuano.
- Guest Star: Peter Wingfield (Methos), Jesse Joe Walsh (Jack Shapiro), Graham McTavish (Charlie), Stephen Tremblay (Jacob Galati)

## Un minuto a mezzanotte
- Titolo originale: One Minute to Midnight
- Diretto da: Dennis Berry
- Scritto da: David Tynan

### Trama
Gli Immortali e gli Osservatori sono sull'orlo della guerra. Seguendo gli ordini del Tribunale degli Osservatori tutti gli Osservatori d'Europa danno la caccia a MacLeod, per catturarlo vivo o morto. MacLeod scopre che il vero assassino è Jacob Galati, uno zingaro con il quale MacLeod una volta viaggiò, che ha promesso di distruggere tutti i mortali che hanno il tatuaggio degli Osservatori. Egli è convinto che il loro fine ultimo è quello di distruggere tutti gli Immortali, questo fin da quando gli Osservatori rinnegati, guidati da James Horton, hanno ucciso la sua amata moglie Irina.
- Guest Star: Peter Wingfield (Methos), Stephen Tremblay (Jacob Galati), Jesse Joe Walsh (Jack Shapiro), Romina Mondello (Irina)

## La profezia
- Titolo originale: Prophecy
- Diretto da: Dennis Berry
- Scritto da: David Tynan

### Trama
MacLeod incontra una veggente Immortale, Cassandra, che conobbe quando era bambino (Jeremy Beck) in Scozia. Cassandra allora parlò al futuro Immortale di una profezia, che avrebbe dovuto combattere e sconfiggere una potente cattivo. Ora, secoli dopo, l'Immortale Roland Kantos è sulle tracce di Cassandra. Egli ha il potere di ipnotizzare le persone con la propria voce, e cattura MacLeod, deciso a ucciderlo dopo avere fatto lo stesso con Cassandra. Macleod alla fine sconfigge Kantos, resistendo alla sua voce ipnotica grazie alla cera delle candele usata per tapparsi le orecchie.
- Guest Star: Tracy Scoggins (Cassandra), Jeremy Beck, Matthew Walker (Ian MacLeod), Gerard Plunkett (Roland Kantos)